# Kogarkoit
Kogarkoit ist ein selten vorkommendes Mineral aus der Mineralklasse der „Sulfate“. Es kristallisiert im monoklinen Kristallsystem mit der chemischen Zusammensetzung Na3[F|SO4] und entwickelt meist körnige oder erdige Aggregate, aber auch pseudohexagonale Kristalle, die entweder farblos oder von weißer bis blassblauer Farbe sein können.

## Etymologie und Geschichte
Erstmals gefunden wurde Kogarkoit 1973 in der „Umbosero-Mine“ am Berg Alluaiw im Lowosero-Massiv (Ловозеро) auf der Halbinsel Kola in Russland und beschrieben durch Adolf Pabst und W. N. Sharp, die das Mineral nach der russischen Geochemikerin und Petrologin Lija Nikolajewna Kogarko benannten.

## Klassifikation
In der alten (8. Auflage) und neuen Systematik der Minerale nach Strunz (9. Auflage) gehört der Kogarkoit zur Abteilung der „Wasserfreien Sulfate mit fremden Anionen“. Die neue Strunz'sche Mineralsystematik unterteilt hier allerdings präziser nach der Größe der beteiligten Kationen und das Mineral steht daher entsprechend in der Unterabteilung „Mit ausschließlich großen Kationen“, wo es als einziges Mitglied die unbenannte Gruppe 7.BD.15 bildet.
Die im englischen Sprachraum gebräuchliche Systematik der Minerale nach Dana ordnet den Kogarkoit ebenfalls in die Klasse der Sulfate, dort allerdings in die Abteilung der „Wasserfreien Sulfate mit Hydroxyl oder Halogen und der allgemeinen Zusammensetzung (A B)m(XO4)pZq, dabei ist m:p>2:1“, wo er ebenfalls als einziges Mitglied die unbenannte Gruppe 30.1.6 bildet.

## Bildung und Fundorte
Kogarkoit entsteht durch Resublimation aus dem Dampf heißer Quellen.
Weltweit konnte Kogarkoit bisher (Stand: 2010) an rund 10 Fundorten nachgewiesen werden, so unter anderem am Mont Saint-Hilaire in der kanadischen Region Montérégie, am Suswa Vulkan in der kenianischen Provinz Rift Valley sowie an mehreren heißen Quellen im Chaffee County (Colorado) und Colfax County (New Mexico) in den USA.

## Kristallstruktur
Kogarkoit kristallisiert monoklin in der Raumgruppe P21/m (Raumgruppen-Nr. 11) mit den Gitterparametern a = 18,07 Å; b = 6,96 Å; c = 11,44 Å und β = 107,7° sowie 12 Formeleinheiten pro Elementarzelle.